# Georg Albertsen
Georg Albert Christian Albertsen (Frederiksberg, 1889. július 12. – Gentofte, 1961. április 28.) olimpiai bajnok dán tornász.
Az 1920. évi nyári olimpiai játékokon indult tornában és a szabadon választott gyakorlatok csapatversenyben aranyérmes lett.
Klubcsapata a KSG volt.